# Сокиряни
Сокиря́ни (Секуряни) — місто в Україні, центр Сокирянської міської територіальної громади, Дністровського району Чернівецької області.

## Етимологія
Про походження назви міста в Сокирянах побутує легенда. Коли на початку XVI століття османські війська загарбали Молдавію і Буковину, селяни, рятуючись від турецького поневолення, тікали в ліси. І ось втікачі уподобали собі місце на березі дзюркотливого потічка, який крутим яром збігав до Дністра. Поселенців привабили дрімучі, непрохідні ліси, багаті на гриби, ягоди, дичину, які захищали поселення від непроханих гостей, надзвичайно холодна, прозора і смачна вода, багато мінеральних джерел, кам'янисті печери, де можна було сховатися від звірів і ворогів. Легенда сповідає, що люди у ліси прийшли з сокирами, щоб розчистити місце для житла. І їх стали звати «сокирянами», а потім і саме поселення.

## Географія
Лежить у північно-західній частині Бессарабської височини Подільського плата Товтри, розташоване на українсько-румунській етнічній межі, на сході області у долині річки Сокирянки (Русь — Купава), правої притоки Дністра за 138 км від Чернівців (автошлях Р63, який переходить у Н03).
У місті діє пункт контролю через державний кордон з Молдовою, який здійснює пропуск транспорту у двох напрямках: Сокиряни — Клокушна та Сокиряни — Окниця.

## Історія
Перші поселенці на Сокирянщині з'явилися ще на зорі виникнення людської цивілізації. Стоянка неандертальців (на території села Молодове, яке через будівництво Дністровської ГАЕС перенесено) періоду кам'яної доби, стала відома у всьому світі кремінними знаряддями, останками мисливської зброї та житлом з кісток мамонтів, яке належало до часів мустьєрської культури середнього палеоліту.
За архівними даними, а саме на підставі грамоти господаря Молдовського князівства Ієремії Могили, перша писемна згадка про поселення Сокиряни (Секуринці, як зазначається в грамоті) датована саме 27 березня 1604 року.
Раніше найдавнішою письмовою згадкою про Сокиряни вважали 1666 рік, коли Османські війська загарбали Молдову і Буковину. Селяни, рятуючись від турецького поневолення, тікали в непрохідні ліси, багаті на гриби, ягоди, дичину, джерельну воду, кам'яні печери. Легенди розповідають, що люди прийшли з сокирами щоб розчистити місце для житла, і їх стали називати «сокирянами», а потім цю ж назву отримало поселення.
В епоху середньовіччя Сокиряни входили до Молдовського князівства. Основним заняттям жителів було скотарство, землеробство і ремісництво. Українське слово «сокира» замінювалось молдовським відповідником «секуре», звідси й поява іншого варіанту назви — «Секуряне», яка існувала до 1944 року.
З 1770 року місто стало центром торгівлі. За даними на 1859 рік у власницькому містечку Хотинського повіту Бессарабської губернії, мешкало 2434 особи (1212 чоловічої статі та 1222 — жіночої), налічувалось 415 дворових господарств, існували православна церква, 4 єврейських молитовних будинки, 2 заводи, відбувались щонедільні базари.
У 1864 році в Сокирянах відкрито початкову школу для дітей заможних громадян. Станом на 1886 рік у власницькому містечку, центрі Секурянської волості, мешкало 2048 осіб, налічувалось 395 дворових господарства, існували 2 православні церкви, 7 єврейських молитовних будинки, школа, поштова станція, земська станція, винокуренний завод, цегельний завод, 50 лавок, 10 постоялих дворів, відбувались щочетверга. За 18 верст — винокуренний завод. Відомості про місто та його жителів містяться одній із перших енциклопедій Російської імперії Ф. А. Брокгауза й І. А. Єфрона: «Секуряни (Секурєни, Сікурєни) — містечко Бессарабської губернії, Хотинського повіту, в 80–ти верстах від повітового міста, при річці Валятуркулуй. Населеного мовним чином царанами (царансько-молдавською мовою „хлібороби“ або „селяни“ — вільні хлібороби в Бессарабській губернії). У стрімчастих берегах колишніх балок, що в падають у Дністер, знаходяться стародавні печерні храми. Жителів 3164; 2 православних церкви; 7 єврейських молитовних будинків, школа, цегельний і винокурний заводи; багато крамниць».
На початку 1917 року в Сокирянах діяли дві земські школи й гімназія. У січні 1918 року на Сокирянщині було проголошено Радянську владу, почалася конфіскація поміщицьких земель. У листопаді 1918 року Бессарабію, в тому числі Сокирянщину окупували австро-німецькі війська, відтак королівська Румунія. Після приєднання до СРСР Буковинського краю 12 листопада 1940 року було утворено Сокирянський район. Після Другої світової війни пожвавилось будівництво, розвивалась виробнича та соціальна сфера.
У 1955 році, у місцевому підземеллі розпочали розробку кам'яного кар'єру, було налагоджено випуск каменю-черепашечнику та вапнякового піску. Згодом із пиляного в наддністрянських надрах каменю широко розгорнули сільське будівництво — мурували корівники, кормові сховища, траншеї, інші виробничі пристосування, зводили огорожі та вимощували бруківки.
У 60 роках XX століття територія Сокирянщини входила до складу Кельменецького району. В середині 60 років Сокирянський район відновлено в попередніх адміністративних межах.
У 1973 році на території району, між селами Ожеве та Ломачинці, розпочалося будівництво Дністровської ГЕС та місто Новодністровськ, яке до 2000 року входило до складу Сокирянського району.
З 24 серпня 1991 року місто входить до складу незалежної України.
Історичною подією в житті громадськості краю стало відновлення Галицького Свято-Миколаївського монастиря. Час заснування монастиря за однією із версій — IV—VI ст. нашої ери. Ця давня обитель чоловіків — монахів існувала до кінця XVIII ст. поки не була розорена турецькими загарбниками. Тривалий час монастир пустував і лише у 1999 році колишня святиня стала оживати.
14 серпня 2015 року місто Сокиряни в ході децентралізації стало адміністративним центром — Сокирянської міської громади. Об'єднання в громаду має створити умови для формування ефективної і відповідальної місцевої влади, яка зможе забезпечити комфортне та безпечне середовище для проживання людей.
17 липня 2020 року, в результаті адміністративно-територіальної реформи та ліквідації Сокирянського району, місто увійшло до складу Дністровського району.
27 березня 2024 року в центрі місто відкрито пам'ятну стеллу з нагоди 420 ліття першої письмової згадки про Сокиряни (Секуринці, як зазначається в грамоті господаря Молдовського князівства Ієремії Могили) датованої саме 27 березня 1604 року.

## Населення
1989 року чисельність населення міста становила 11819 осіб.
За оцінкою 2024 року чисельність населення становила понад 8 тисяч осіб.
За даними 2022 року в місті мешкало 8547 осіб.

### Національний склад
Розподіл населення за національністю за даними перепису 2001 року:
| Національність  | Відсоток |
| --------------- | -------- |
| українці        | 90,50 %  |
| росіяни         | 6,29 %   |
| молдовани       | 2,25 %   |
| інші/не вказали | 0,96 %   |

### Мова
Розподіл населення за рідною мовою за даними перепису 2001 року:
| Мова            | Відсоток |
| --------------- | -------- |
| українська      | 91,53 %  |
| російська       | 6,58 %   |
| молдовська      | 1,59 %   |
| інші/не вказали | 0,30 %   |

## Прапор Сокирян
Прапор Сокирян — квадратне синє полотнище з перехрещеними сокирами жовтого кольору, що розкриває давні легенди про виникнення поселення.

## Освіта
- Сокирянська загальноосвітня школа I—III ступенів № 1
- Сокирянська гімназія
- Сокирянська ДЮСШ
- Районний центр творчості дітей та юнацтва — музична і художня школа
- Сокирянське вище професійне училище

## Почесні громадяни Сокирян
Звання «Почесний громадянин міста Сокиряни» присвоює міська рада: «За особливі заслуги перед територіальною громадою в господарському і соціально-культурному розвитку, зміцненні законності й правопорядку, оборонної могутності країни, високу професійну майстерність та активну участь у державному і громадському житті».
- Блинду Федір Васильович
- Бондар Олексій Станіславович
- Бурдинюк Ніна Олексіївна
- Бучко Володимир Миколайович
- Кирилюк Василь Іванович
- Лісогор Катерина Іванівна
- Любинецька Лідія Гнатівна
- Мафтуляк Михайло Васильович
- Паламарчук Володимир
- Семенова Валентина Федорівна
- Савченко Костянтин Костянтинович
- Дерен Сергій Олександрович

## Відомі люди
- Бабінський Андрій Валерійович (1991—2023) український громадський діяч, військовик-доброволець, учасник російсько-української війни (з березня 2022 року). Засновник національного руху «Мегамарш у вишиванках». Учасник Революції Гідності.
- Вайнштейн Шльом (*1915 — ?) — оперний співак (тенор), соліст Кишинівського оперного театру.
- Глейзер Герш Ісаакович (*1904, Сокиряни — 1967, Кишинів) — молдовський радянський математик, педагог і історик математики. Кандидат педагогічних наук.
- Горлей Петро Миколайович (*08.07.1945, м. Сокиряни) — доктор фізико-математичних наук, професор.
- Давиденко Ігор Святославович (*12.12.1964, м. Сокиряни) — український медик, професор. Кандидат медичних наук (1996), доцент (2001), доктор медичних наук (2006), професор (2007).
- Кулій Олександр Петрович (1971—2023) — старший солдат Збройних сил України, учасник російсько-української війни.
- Осіюк Володимир Олександрович (*18.01.1958, м. Сокиряни) — доктор геолого-мінералогічних наук, старший науковий співробітник Московського державного університету.
- Полянський Мотл Срулевич (1910—2008) — єврейський театральний композитор, пісняр.
- Савченко Іван Михайлович (1916, м. Сокиряни —1996, м. Косів Івано-Франківської обл.) — майстер художнього різьблення. Член СХУ.
- Савченко Костянтин Костянтинович (*01.04.1946, м. Сокиряни) — журналіст, громадсько-політичний діяч. Член НСЖУ.
- Скутельник Микола Пилипович (*1893) — військовик. Служив у стрілецькій бригаді Г. І. Котовського, учасник боротьби проти білополяків і боїв з білофінами у 1939 році. Під час Німецько-радянської війни командував стрілецькою дивізією, 250 блокадних днів провів у рядах захисників Севастополя. Після війни у званні полковника пішов на заслужений відпочинок і жив у місті Одеса. Нагороджений орденом Леніна, двома орденами Червоного Прапора, медалями. Про нього йдеться у книзі біографічних нарисів «Котовцы» (вид-во «Картя Молдовенесэ»)[9].
- Яровий Михайло Миколайович (*1941, м. Сокиряни Чернівецької області) — український журналіст, педагог. Член Національної спілки журналістів України.
- Семерня Олесь (*1936, Миколаївка, Запорізька область — 2012, Сокиряни) — український художник.
- Шкуд Моїсей Абрамович (1907—1988) — радянський інженер, архітектор, організатор будівництва.
- Урсул Василь Миколайович (* 1932) — український педагог, громадсько-політичний діяч.
- Урсул Віктор Миколайович (1966—2022) — солдат Збройних сил України, учасник російсько-української війни.

## Місто-побратим
Кінгстон, Сполучені Штати Америки